# فاصله خنثی

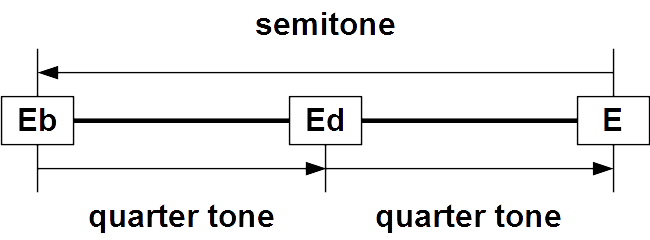
فاصله خنثی

فاصله خنثی (انگلیسی: Second inversion)، در تئوری موسیقی یک فاصله بین بزرگ و کوچک است. به عنوان مثال در اعتدال مساوی، سوم بزرگ ۴۰۰ سنت و سوم کوچک ۳۰۰ سِنت است و یک «سوم خنثی» ۳۵۰ سِنت است. یک فاصلۀ خنثی، در معکوس نیز حالت خنثی دارد. به عنوان مثال سوم خنثی، معکوس ششم خنثی است. به‌طور تقریبی فواصل خنثی از یک ربع پرده (نیم دیز در فاصله‌های کوچک) و یک ربع پرده (نیم بمل در فاصله‌های بزرگ) تشکیل شده‌است.
- #دوم خنثی
- سوم خنثی
- ششم خنثی
- #هفتم خنثی

| از نت دو | کوچک   | خنثی        | بزرگ    |
| دوم      | ر بمل  | ≊ ر نیم‌بمل  | ر بکار  |
| سوم      | می بمل | ≊ می نیم‌بمل | می بکار |
| ششم      | لا بمل | ≊ لا نیم‌بمل | لا بکار |
| هفتم     | سی بمل | ≊ سی نیم‌بمل | سی بکار |

## دوم خنثی
دوم خنثی (انگلیسی: neutral second) یا دوم متوسط  (انگلیسی: medium second) فاصله‌ای بزرگتر از دوم کوچک و کوچکتر از دوم بزرگ است. «دوم خنثی» در کوک اعتدال مساوی حدود ۱۵۰ سنت است و تا ۱۶۵ سنت گسترش می‌یابد. فاصلهٔ خنثی در موسیقی سنتی عرب نیز یافت می‌شود.
از آنجاییکه «دوم خنثی» نیمی از فاصلهٔ «دوم کوچک» و «یک چهارم پرده» است، ممکن است در مقیاس پرده، «سه چهارم تن» در نظر گرفته شود.

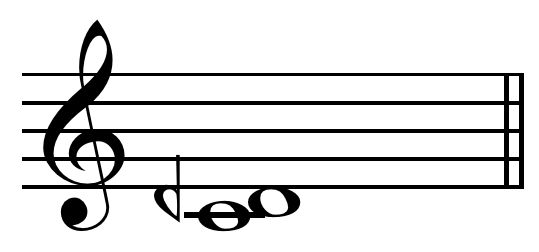
دوم خنثی روی دو.

## هفتم خنثی
هفتم خنثی (انگلیسی: neutral seventh)، یک فاصلهٔ بزرگتر از هفتم کوچک است. این فاصله در کوک «اعتدال مساوی» برابر با حدود ۱۰۵۰ سِنت است.
فاصلهٔ هفتم خنثی به ندرت در ساختار هارمونیک قرار می‌گیرد و بزرگترین فاصلهٔ خنثی شناخته می‌شود.

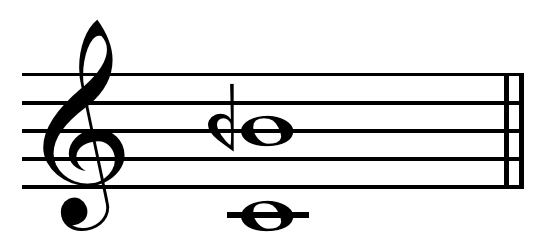
هفتم خنثی روی دو.